# Simon Weiß

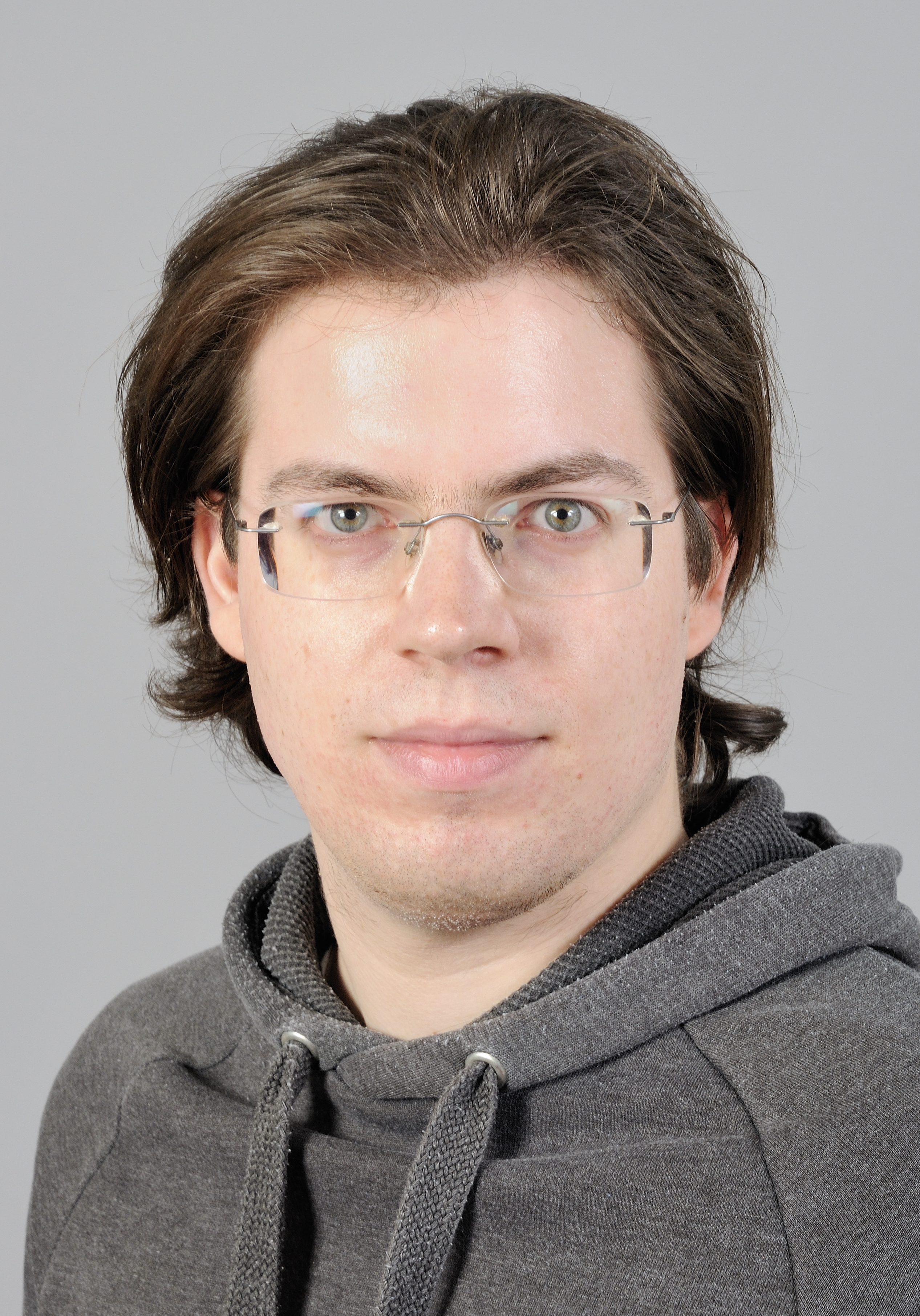
Simon Weiß (2013)

Simon Weiß (* 14. Februar 1985 in Berlin) ist ein deutscher Politiker (Die Linke, ehemals Piratenpartei).

## Leben
Weiß studierte Mathematik an der Technischen Universität Berlin von 2002 bis 2008. Als Doktorand erhielt er das Elsa-Neumann-Stipendium des Landes Berlin. 2011 war er angestellt in der Firma von Pavel Mayer. Am 24. Mai 2012 veröffentlichte Simon Weiß seine Doktorarbeit und bekam anschließend seinen Doktortitel verliehen.
Mitte 2009 trat er der Piratenpartei bei und wurde im Frühjahr 2011 Beisitzer im Vorstand seines Landesverbands. Am 18. September 2011 wurde er bei der Wahl zum Abgeordnetenhaus von Berlin 2011 auf Platz 6 der Landesliste der Piratenpartei in das Abgeordnetenhaus von Berlin gewählt. Parallel kandidierte er als Direktkandidat für den Wahlkreis Mitte 3. Im November 2011 trat er von seinem Posten als Beisitzer zurück. Am 23. September 2014 trat er nach Christopher Lauer und Oliver Höfinghoff als dritter Abgeordneter aus der Piratenpartei aus.
Am 8. September 2016 trat Simon Weiß der Linkspartei bei. Bei der Wahl zum Abgeordnetenhaus von Berlin 2016 trat er nicht wieder an. Er arbeitet nun für die linke Bundestagsabgeordnete Petra Sitte.